# Burley (Leeds)
Pour les articles homonymes, voir Burley.
 (décembre 2023).
Si vous disposez d'ouvrages ou d'articles de référence ou si vous connaissez des sites web de qualité traitant du thème abordé ici, merci de compléter l'article en donnant les références utiles à sa vérifiabilité et en les liant à la section « Notes et références ».

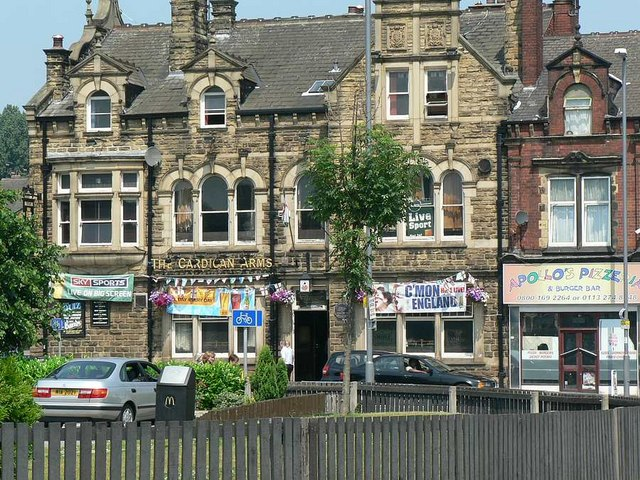
Cardigan Arms

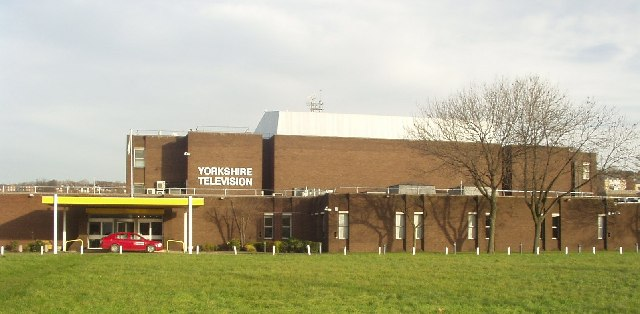
Studios de Yorkshire Television

Burley est une banlieue de Leeds, Royaume-Uni. Il y a un studio de télévision de Yorkshire Television. Le quartier possède une gare.